# Michele Adinolfi
Michele Adinolfi (Giovinazzo, 9 settembre 1876 – Roma, 16 marzo 1959) è stato un prefetto e politico italiano.

## Biografia
Laureato in giurisprudenza. Funzionario della pubblica amministrazione, è stato prefetto di Cosenza (30 aprile 1931 - 16 gennaio 1933), Messina (5 gennaio 1933-9 ottobre 1935), Perugia (24 luglio 1936-21 agosto 1939) e regio commissario del comune di San Biagio Platani.
Il 23 maggio 1939 venne nominato Senatore del Regno d'Italia per la XXX Legislatura.
Sposato con Amelia Pacifici, ebbe tre figlie: Maria, Cecilia e Valeria. Morì all'età di 82 anni il 16 marzo 1959.